# Ḫarranašši
Ḫarranāšši (hethitisch: URUḫar-ra-na-a-aš-ši, ev. zu luwisch ḫarran(i)- ‘Adler’) war eine hethitische Stadt, die vom König auf Kultreisen besucht wurde.
Beim AN.TAḪ.ŠUM-Fest, das im Frühling gefeiert wurde, fuhr der König von der Hauptstadt Ḫattuša nach Ḫaitta, wo er übernachtete, und dann auf den Berg Puškurunuwa, worauf er in Ḫaranašši übernachtete. Anderntags opferte er hier unter anderem der Sonnengöttin von Arinna und begab sich nach der heiligen Stadt Zippalanda.
Im Herbst verließ der König am 12. Tag des nuntarriyašḫaš-Festes die Hauptstadt durch das Zippalanda-Tor und fuhr direkt nach Ḫaranašši, wo er übernachtete, um anderntags weiter nach Zippalanda zu fahren. Das in Ḫarranāšši gefeierte Kultmahl mussten die Städte Nenašša, Tuwanuwa und Ḫubišna bereitstellen.
Gavaz möchte Ḫaranašši bei Yassıhöyük lokalisieren, das etwa 25 Kilometer östlich von Ḫattuša liegt und wo 2005 ein Bruchstück einer hethitischen Keilschrifttafel gefunden wurde (YH.2005/1), worin ein religiöses Fest genannt wird.